# Alexa Mihuți
Alexa Mihuți (n. secolul XIX – d. secolul XX) a fost un deputat în Marea Adunare Națională de la Alba Iulia, organismul legislativ reprezentativ al „tuturor românilor din Transilvania, Banat și Țara Ungurească”, cel care a adoptat hotărârea privind Unirea Transilvaniei cu România, la 1 decembrie 1918:p. 116 .

## Biografie
A fost sergent major în Garda Națională Română din Dej:p. 116.

## Activitatea politică
Ca deputat în Adunarea Națională din 1 decembrie 1918 a fost delegat al Gărzii Naționale din Dej:p. 179.